# Bela (Pirot)
Bela (em cirílico: Бела) é uma vila da Sérvia localizada no município de Pirot, pertencente ao distrito de Pirot, na região de Visok. A sua população era de 23 habitantes segundo o censo de 2011.

## Demografia
| 1948 | 1953 | 1961 | 1971 | 1981 | 1991 | 2002 | 2011 |
| ---- | ---- | ---- | ---- | ---- | ---- | ---- | ---- |
| 256  | 233  | 206  | 165  | 120  | 41   | 37   | 23   |